# 국내여행
국내여행(國內旅行)이란 여행자 자신이 국적을 둔 국가를 여행하는 것을 의미한다. 해외여행과 반대되는 개념인 용어이다.

## 설명
국내여행은 여행자 자신의 국적이 되는 국가를 여행하는 것으로 대한민국 사람이라면 대한민국의 관광이 바로 국내여행에 속한다. 국내여행의 경우에는 여행자 자신이 거주하는 지역에 있는 관광지를 여행하는 것이나 여행자 자신이 거주하는 지역과 근접한 지역을 여행하는 것은 단기여행이라 부르며 자신이 거주하는 지역과 먼 지역으로 여행하는 것은 장기여행이라고 부른다. 국내여행을 할 때에는 여행자 자신이 여행하고자 하는 지역의 날씨를 확인하는 것이 중요하며 비가 오는 날씨에서는 국내여행이 지연되거나 취소되는 경우도 나온다. 또한 여행자가 당일치기여행을 하는 경우에는 자신이 거주하는 지역과 거리가 먼 해외여행보다는 국내여행을 하는 것이 대부분이다.

## 같이 보기
- 여행
- 관광